# Chaval
Chaval är en kommun i Brasilien.   Den ligger i delstaten Ceará, i den nordöstra delen av landet, 1 600 km nordost om huvudstaden Brasília. Antalet invånare är 12 617.
Omgivningarna runt Chaval är huvudsakligen savann. Runt Chaval är det ganska glesbefolkat, med 21 invånare per kvadratkilometer.